# 十月村 (汉特-曼西自治区)
十月村（羅馬化：Oktyabrʹskoye），旧称孔金斯科耶（Кондинское），是俄罗斯汉特-曼西自治区的市级镇，为该自治区十月村区行政中心。地处汉特-曼西自治区中西部，位于鄂毕河右岸，在自治区首府汉特-曼西斯克西北方。附近城市有尼亚甘，位于该镇西南约50公里处。距离最近的火车站位于普里鄂毕耶。
该地2022年人口有2,796人；2010年人口3,640；2002年人口3,857；1989年人口3,781。